# Mauritiuskirche (Schenklengsfeld)

Mauritiuskirche Schenklengsfeld

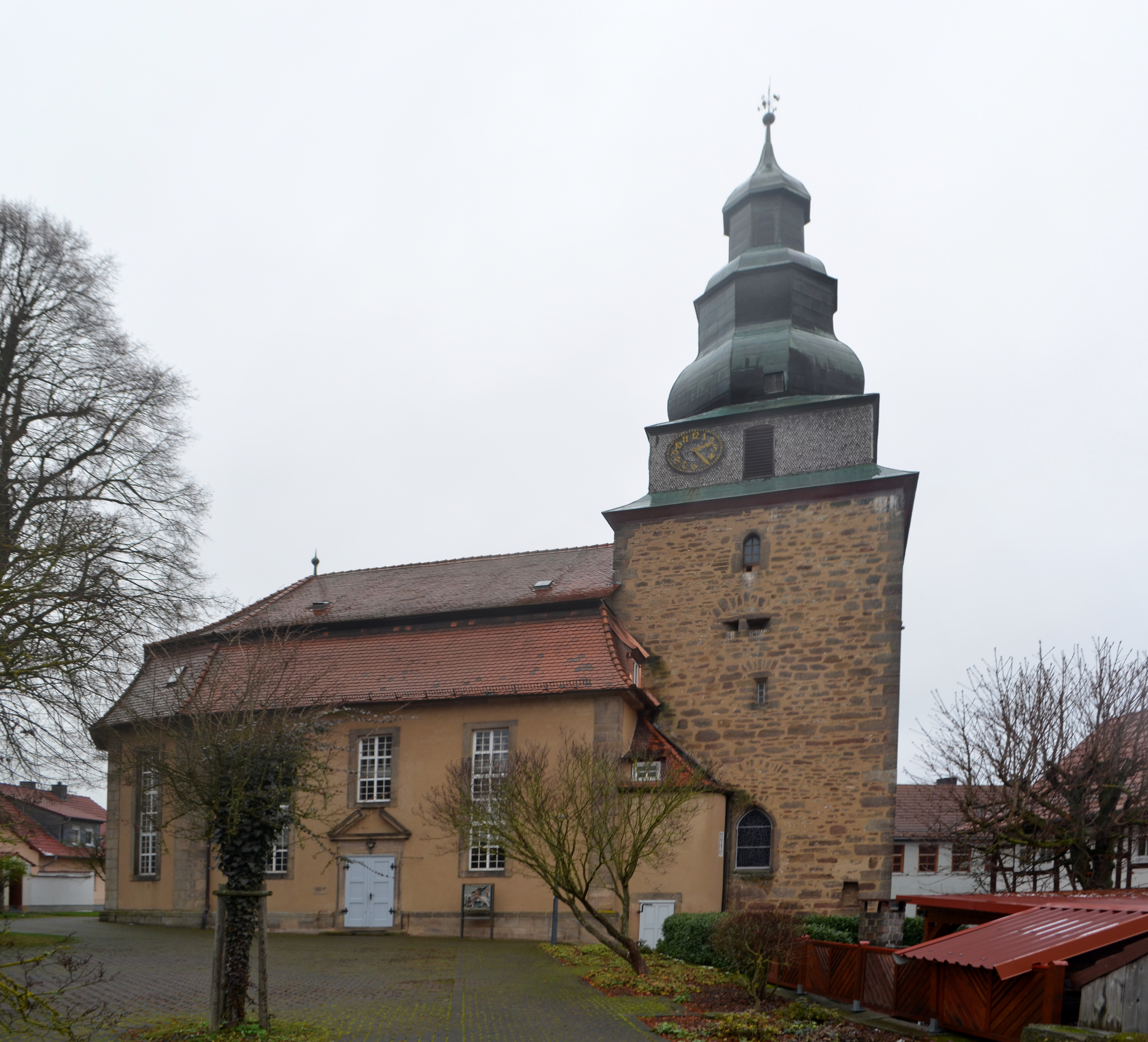
Mauritiuskirche Schenklengsfeld

Die evangelische Mauritiuskirche in Schenklengsfeld ist die Mutterkirche des Kirchspiels Schenklengsfeld im Kirchenkreis Hersfeld-Rotenburg im Sprengel Hanau-Hersfeld der Evangelischen Kirche von Kurhessen-Waldeck. Der älteste Teil der Kirche, der Turm mit der Sakristei, stammt aus dem 12. Jahrhundert. Das Kirchenschiff wurde im 18. Jahrhundert errichtet. Der heutige Turmaufsatz stammt aus dem Jahr 1822.

## Turm und Vorgängerbauten
Am Standort der heutigen Kirche befand sich ursprünglich eine Kapelle, zu der auch der noch erhaltene gemauerte Teil des Turmes gehörte. Dieser Bau wurde bei einer Untersuchung 1831 auf das Jahr 1232 datiert. Neuere Forschungen gehen jedoch von 1141 aus, da die Kapelle in Urkunden schon zu dieser Zeit als Mutterkirche des Landecker Amtes genannt wird.
Nach der 1525 erfolgten Verpfändung des Amtes Landeck von der Reichsabtei Hersfeld an Landgraf Philipp I. von Hessen wurde 1526 die Reformation eingeführt, und die Schenklengsfelder Kirche wurde evangelisch.

## Kirchenschiff und Turm in ihrer heutigen Form

### Baugeschichte

#### Kirchenschiff
Die alte Kapelle wurde im Jahre 1741 abgebrochen und an ihrer Stelle das heutige barocke Kirchenschiff errichtet. An der südlichen Innenwand finden sich Inschriften, die die Bauzeit von 1742 bis 1744 angeben. Das Schiff wurde an die Westseite des bestehenden Turms mit der alten Sakristei angebaut. Es schließt an der Westseite fünfseitig (polygonal) ab. Der Innenraum wird von einem Spiegeltonnengewölbe überspannt. Das Mansarddach ist mit Biberschwanzziegeln gedeckt.
Eingänge befinden sich an allen drei Außenseiten des Kirchenschiffes, wobei sich das Hauptportal an der Westseite gegenüber dem Altarraum befindet. Die Nordseite und die Südseite werden jeweils von drei Fenstern unterbrochen. 1914 wurde nach einem durch Blitzeinschlag entstandenen Feuer ein Blitzableiter installiert.

### Innenraum
An der Nord- und Südseite verfügt die Kirche über jeweils doppelstöckige Emporen. An der Westseite befindet sich über dem Hauptportal eine Empore, auf der auch die Orgel von 1888 ihren Platz hat. Seit der Restaurierung von 1962 ist der Innenraum in den Farben grau und weiß gehalten.
Die Kanzel, welche ursprünglich in der Mitte des Chorraum hinter dem Altar stand, befindet sich seit 1832 an der rechten Seite des Triumphbogens.

#### Chor- oder Altarraum
In dem im Fuß des Turmes befindlichen Chorraum finden sich noch Malereien des einstigen katholischen Hochaltars. Der Raum wird von einem Spitzbogen überspannt, in dessen Kreuzung sich über dem Altar ein Abschlussstein mit Gotteslamm befindet. 1955 erhielt der Chorraum drei Glasfenster, welche die Sakramente abbilden.

#### Turm
Auf dem gemauerten Kirchturm befand sich bis 1822 ein achteckiger Spitzhelmaufsatz mit vier Ecktürmchen. Auf Grund von Baufälligkeit wurde der alte Turmaufsatz abgebrochen und durch eine neue Turmhaube ersetzt. Sie ist im Kaiserstil, mit drei übereinander liegenden Kuppeln, erbaut.

##### Glocken
Bis ins 19. Jahrhundert verfügte die Kirche zunächst über drei Glocken, später über vier. Die drei großen Glocken wurden 1939 kriegsbedingt demontiert und später eingeschmolzen. Nachdem bereits 1949 zwei neue Glocken eingebaut wurden, erhielt die Kirche 1951 mit der Christusglocke wieder ihr komplettes Geläut. Diese größte der vier Glocken wiegt 1539 kg und misst 1,35 m im Durchmesser.